# Чемпионат Северной, Центральной Америки и Карибского бассейна по волейболу среди мужчин 1977
5-й чемпионат Северной, Центральной Америки и Карибского бассейна (NORCECA) по волейболу среди мужчин прошёл с 23 по 30 апреля 1977 года в двух городах Доминиканской Республики (Санто-Доминго и Ла-Веге) с участием 9 национальных сборных команд. Чемпионский титул в 4-й раз в своей истории и во второй раз подряд выиграла сборная Кубы.

## Команды-участницы
Американские Виргинские острова, Гаити, Доминиканская Республика, Канада, Куба, Мексика, Нидерландские Антильские острова, Пуэрто-Рико, США.

## Система проведения чемпионата
9 команд-участниц на предварительном этапе разбиты на две группы. По четыре команды из групп выходят в четвертьфинал плей-офф. Победители четвертьфинальных матчей выходят в полуфинал и по системе с выбыванием определяют призёров первенства. Итоговые 5—8-е места разыгрывают команды, проигравшие в 1/4 финала.

## Предварительный этап

### Группа А
| М | Команда                  | 1   | 2   | 3   | 4   | И | В | П | С/П | О |
| - | ------------------------ | --- | --- | --- | --- | - | - | - | --- | - |
| 1 | Канада                   |     | 3:1 | 3:- | 3:- | 3 | 3 | 0 | 9:- | 6 |
| 2 | Пуэрто-Рико              | 1:3 |     | 3:1 | 3:1 | 3 | 2 | 1 | 7:5 | 5 |
| 3 | США                      | -:3 | 1:3 |     | 3:- | 3 | 1 | 2 |     | 4 |
| 4 | Доминиканская Республика | -:3 | 1:3 | -:3 |     | 3 | 0 | 3 | -:9 | 3 |

23 апреля: Канада — Пуэрто-Рико 3:1 (15:11, 15:17, 15:7, 15:6).
24 апреля: Пуэрто-Рико — Доминиканская Республика 3:1 (15:4, 15:7, 5:15, 15:6).
25 апреля: Пуэрто-Рико — США 3:1 (15:8, 12:15, 17:15, 15:12); Канада — Доминиканская Республика 3:-.
26 апреля: Канада — США 3:-.
27 апреля: США — Доминиканская Республика 3:-.

### Группа В
| М | Команда                          | 1   | 2   | 3   | 4   | 5   | И | В | П | С/П  | О |
| - | -------------------------------- | --- | --- | --- | --- | --- | - | - | - | ---- | - |
| 1 | Куба                             |     | 3:0 | 3:0 | 3:0 | 3:0 | 4 | 4 | 0 | 12:0 | 8 |
| 2 | Мексика                          | 0:3 |     | 3:0 | 3:0 | 3:0 | 4 | 3 | 1 | 9:3  | 7 |
| 3 | Гаити                            | 0:3 | 0:3 |     | 3:1 | 3:0 | 4 | 2 | 2 | 6:7  | 6 |
| 4 | Нидерландские Антильские острова | 0:3 | 0:3 | 1:3 |     | 3:0 | 4 | 1 | 3 | 4:9  | 5 |
| 5 | Американские Виргинские острова  | 0:3 | 0:3 | 0:3 | 0:3 |     | 4 | 0 | 4 | 0:12 | 4 |

23 апреля: Нидерландские Антильские острова — Американские Виргинские острова 3:0 (15:3, 16:14, 15:12); Мексика — Гаити 3:0.
24 апреля: Мексика — Американские Виргинские острова 3:0 (15:0, 15:1, 15:5); Куба — Гаити 3:0.
25 апреля: Куба — Американские Виргинские острова 3:0 (15:0, 15:2, 15:2); Мексика — Нидерландские Антильские острова 3:0 (15:7, 16:14, 15:3).
26 апреля: Гаити — Американские Виргинские острова 3:0 (15:3, 15:1, 15:5); Куба — Нидерландские Антильские острова 3:0 (15:5, 15:4, 15:6).
27 апреля: Гаити — Нидерландские Антильские острова 3:1 (15:9, 15:7, 12:15, 15:6); Куба — Мексика 3:0.

## Плей-офф

### Четвертьфинал
28 апреля
Мексика — США 3:0 (15:7, 15:4, 15:3)
Пуэрто-Рико — Гаити 3:1 (15:11, 13:15, 15:6, 15:4)
Канада — Нидерландские Антильские острова 3:1 (15:10, 15:8, 7:15, 15:8)
Куба — Доминиканская Республика 3:0 (15:2, 15:4, 15:2)

### Полуфинал за 1—4 места
29 апреля
Куба — Пуэрто-Рико 3:0 (15:4, 15:11, 15:1).
Мексика — Канада 3:1 (15:8, 15:4, 5:15, 15:-).

### Полуфинал за 5—8 места
29 апреля
США — Нидерландские Антильские острова 3:0 (15:3, 15:5, 15:11)
Гаити — Доминиканская Республика 3:-

### Матч за 7-е место
30 апреля
Доминиканская Республика — Нидерландские Антильские острова 3:-

### Матч за 5-е место
30 апреля
США — Гаити 3:-

### Матч за 3-е место
30 апреля
Канада — Пуэрто-Рико 3:1

### Финал
30 апреля
Куба — Мексика 3:0 (15:11, 15:4, 16:14).

## Итоги

### Положение команд
| Куба                                |
| Мексика                             |
| Канада                              |
| 4. Пуэрто-Рико                      |
| 5. США                              |
| 6. Гаити                            |
| 7. Доминиканская Республика         |
| 8. Нидерландские Антильские острова |
| 9. Американские Виргинские острова  |